# Barret de jungla

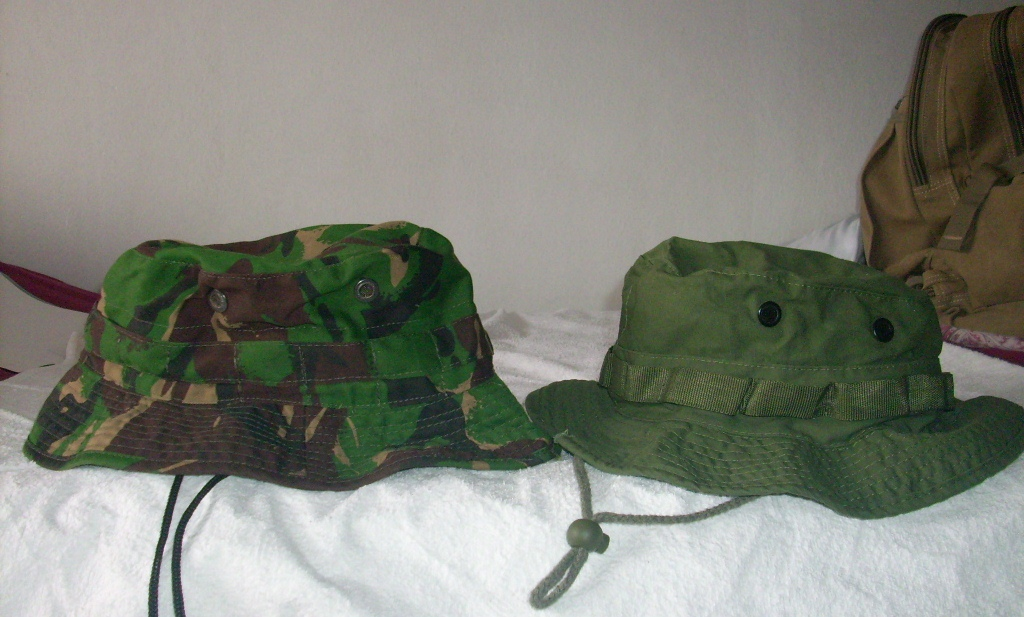
Barret de jungla: bush hat britànic en DPM i reproducció fidel del boonie hat estatunidenc m. 1968 en verd oliva

El barret de jungla, o barret tou d'ala mitjana, també conegut per l'anglicisme boonie hat, és un tipus de barret tou, fet de roba, amb el cim pla i l'ala tova o semirígida, repuntada i d'amplada mitjana, que avui dia equipa molts exèrcits com a lligadura de campanya per a medis tropicals i desèrtics. Quant a la forma s'assembla molt al barret de pescador, al qual seria idèntic si l'ala fos completament flàccida. En molts models duu botons de pressió o altres dispositius per a mantenir plegada l'ala per un costat (a manera de xamberg) o per tots dos; també és habitual que dugui ullets de ventilació als flancs de la copa. Essent una lligadura d'origen anglosaxó, cal dir que en anglès es coneix com a bush hat (originàriament jungle hat) en l'ús britànic i com a boonie hat en l'ús estatunidenc.
El barret de jungla es considera la lligadura ideal per a medi tropical: en cas que calgui, es pot plegar fàcilment i desar-lo en una butxaca sense que en pateixi la forma; és més fresc i ventilat que els barrets de feltre; i l'ala mitjana entrebanca poc a la jungla, basta per a protegir del sol i, alhora, resulta ben pràctica per a entomar la pluja.

## Precedents
El disseny del barret de jungla té dos precedents prou clars:
- certs prototips britànics assajats en 1932-1933 en el marc de l'elaboració del battledress, però desestimats llavors;
- el barret de feineig estatunidenc reglamentari en 1937-1943, confeccionat, successivament, de roba texana blava i de cotó (herringbone twill, 'sarja espigada') verd sàlvia (sage green); emperò, tenia copa semicircular, cosa que el distingeix del barret de jungla pròpiament dit (usualment de cim pla). Era conegut col·loquialment com a Daisy Mae, per un personatge de la popular historieta Li'l Abner que usava una lligadura semblant.[1]

D'ençà la Guerra dels Bòers l'exèrcit britànic usava barrets tous d'ala ampla com a lligadura tropical de campanya (al principi com a alternativa del casc colonial). Fins a mitjan segle XX es tractà d'un xamberg de feltre d'estil australià, usat en diversos períodes, generalment sota el nom de slouch hat ('xamberg'). Fou suprimit definitivament el 1955.
A partir de 1944 el xamberg havia conviscut amb el jungle service hat, un barret tou de roba, d'ala ampla i desplegada (però no tan ampla com la del xamberg), en verd jungla (el color de l'uniforme tropical britànic introduït el 1943).

## Naixença: el barret de jungla britànic

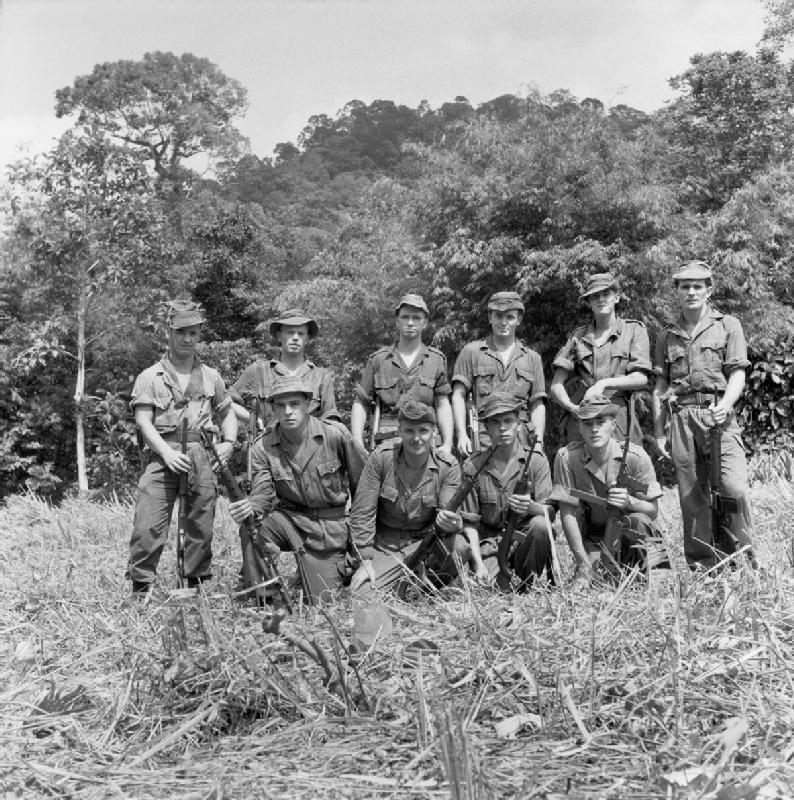
Soldats britànics a Malaia (1957), en uniforme tropical verd jungla, barret de jungla (bush hat) inclòs. S'hi pot comprovar l'opció d'ús com a xamberg

A l'Índia, el 1945, i sempre per a medi selvàtic (a Birmània, per exemple), apareix un model similar de barret (Indian jungle hat), així mateix de roba verd jungla, però d'ala retallada; de producció comercial, hom l'adquiria privadament i es popularitzà entre oficialitat i tropa. Es pot considerar la primera versió del barret de jungla, de què ja tenia totes les característiques.
Amb el temps, els responsables d'intendència optaren per oficialitzar un barret de campanya tropical basat en la línia d'aquest segon barret d'origen comercial. Així sorgí el primer model oficial de barret de jungla (1950), conegut primer com a jungle hat ('barret de jungla') i finalment com a bush hat ('barret de bosc'). També l'adoptaren altres exèrcits de la Commonwealth, incloent-hi l'australià, que de llavors ençà l'alterna en campanya amb el xamberg de feltre (amb l'ala desplegada).
Lligadura reglamentària de l'uniforme tropical (en verd jungla), el barret de jungla fou usat massivament per britànics i altres tropes de la Commonwealth en campanyes del sud-est asiàtic, com ara a Malaia/Malàisia (l'anomenada "emergència malaia") als anys quaranta i cinquanta, i a Borneo (lluites frontereres amb Indonèsia) als anys seixanta. Més endavant passaria a incorporar-se a l'equip tropical en DPM, i també al desèrtic (en DPM desèrtic). Actualment existeix en patró MTP.

## El barret de jungla estatunidenc

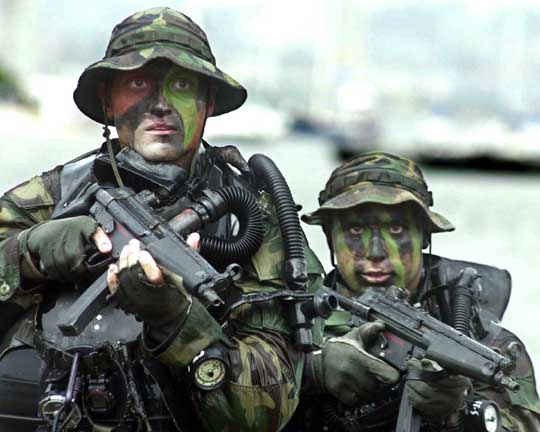
Marines estatunidencs amb barret de jungla (bonnie hat) de camuflatge

Durant la Guerra del Vietnam les tropes australianes feien ús abundós del barret de jungla, i potser fou així com els estatunidencs entraren en contacte amb aquesta lligadura. Cap al 1964 força soldats estatunidencs començaren a usar-ne de fabricació local, extrareglamentàriament; per norma general eren mimètics en patró tigrat. Molts comandaments eren reticents amb la peça, que, a banda de contravenir el reglament, consideraven poc marcial. Així i tot, vist l'èxit d'aquest barret entre la tropa, fou adoptat oficialment per l'exèrcit estatunidenc el 1967; el segon model, de 1968, és el que esdevindrà clàssic. El color fou el verd oliva (en realitat, verd OTAN) de l'uniforme reglamentari; més endavant, entre certes tropes d'elit foren mimètics en ERDL ("leaf"), el patró avantpassat del woodland. El nom de boonie hat li fou aplicat col·loquialment.
D'ençà de llavors, com en el cas britànic i de la Commonwealth, el barret de jungla ha continuat ininterrompudament com a lligadura de campanya de les forces armades estatunidenques per a medi tropical i desèrtic, en els patrons mimètics adoptats successivament per al conjunt de l'uniforme.

## Expansió internacional
En el reglament uniformològic de 1988 l'exèrcit soviètic adoptà un nou barret tropical d'estil barret de jungla per a substituir el tradicional panamka d'ala ampla i copa en punta, massa vinculat a la Guerra de l'Afganistan en l'inconscient popular.
En augmentar el nombre de missions de pau de les Nacions Unides, i, més encara, quan, conclosa la Segona Guerra Freda (1991), s'inicia el període d'invasions multinacionals sota direcció estatunidenca (Iraq, Afganistan, novament Iraq...), molts exèrcits (d'Irlanda a Polònia, per exemple) es trobaren en la necessitat d'una lligadura pràctica i barata per a un medi, el tòrrid, que no havien previst; i generalment adoptaren el barret de jungla. D'aquesta manera, i amb lleugeres variants de disseny, el barret de jungla ha esdevingut el barret de campanya més habitual en la majoria d'exèrcits, així com la lligadura militar més usada en medis tropicals i desèrtics.
En cada exèrcit rep una denominació oficial de tipus tècnic, però col·loquialment en moltes llengües tendeix a ésser designat amb el nom estatunidenc de boonie hat. Amb algun matís, tots els models són molt similars entre si i amb la versió originària britànica de 1950, si bé el centre d'expansió és el model estatunidenc de 1968.
El barret de jungla pot presentar-se en tons verd oliva, caqui o en camuflatge de tipus divers.

## Ús civil
Darrerament el barret de jungla s'ha popularitzat força com a lligadura de temps lliure per a ús civil, per les seves practicitat i barator, tot i que estèticament hi ha qui prefereix el tradicional barret tou d'ala ampla.